# Gubernija

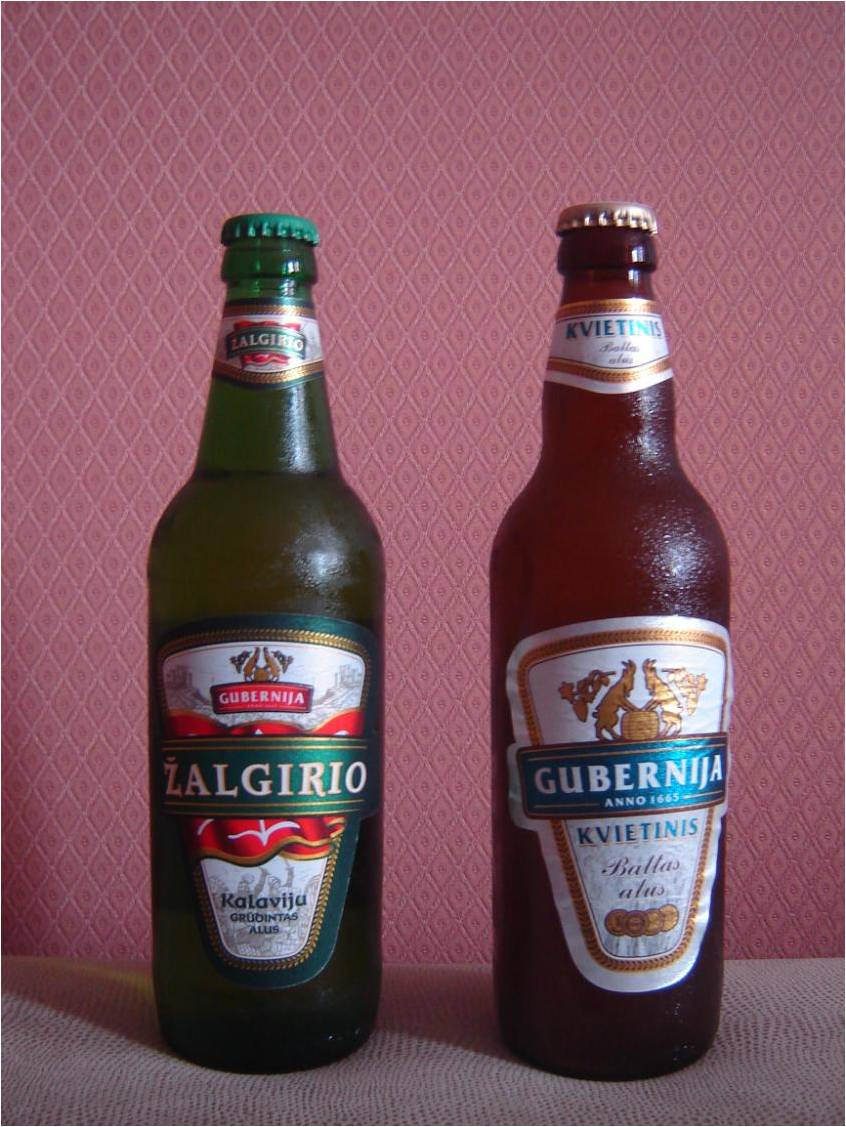
Butelki piwa ważonego przez litewski browar „Gubernija”

Gubernija – najstarszy browar na Litwie z siedzibą w Szawlach.
Historia browaru sięga XVII w. W ciągu trzech pierwszych kwartałów 2006 roku obroty spółki sięgnęły 1,8 miliona sprzedanych dekalitrów piwa. Udział przedsiębiorstwa w rynku piwnym wynosi 8,9%.
Spółka notowana jest na giełdzie w Wilnie, jej głównym akcjonariuszem pozostaje Vitas Tomkus, właściciel gazety Respublika.